# Council of Swaziland Churches
Council of Swaziland Churches är ekumenisk organisation i Swaziland, bildad den 12 augusti 1976, sedan ledarna för de katolska, anglikanska och lutherska kyrkorna lämnat Swaziland Conference of Churches.
2025 hade den följande medlemskyrkor:
- African Apostolic Faith Mission
- African Methodist Episcopal Church
- African United Ethiopian Church
- Anglikanska kyrkan
- Evangelisk-lutherska kyrkan i södra Afrika
- Etiopisk-ortodoxa Tewahedokyrkan
- Kukhanya Okusha
- Metodistkyrkan i södra Afrika
- Oberoende Metodistkyrkan
- Republican Trinity Church of Southern Africa
- Romersk-katolska kyrkan
- United Christian Church of Africa